# 吴仕民
吴仕民（1951年—），男，江西余干人，中华人民共和国政治人物。

## 生平
毕业于北京大学法律系。1994年，任国家民委政策研究室主任。1998年，任国家民委教育司司长；2001年，在宁夏回族自治区挂职任自治区党委副秘书长；2003年5月，任国家民委副主任。2013年，担任全国人民代表大会民族委员会副主任委员。